# Albumy numer jeden w roku 2023 (Japonia)
Notowanie Weekly Album Chart (jap. 週間アルバムランキング Shūkan Arubamu Chāto) przedstawia najlepiej sprzedające się albumy w Japonii. Publikowane jest ono przez magazyn Oricon Style, a dane skompletowane zostały przez Oricon w oparciu o cotygodniowe wyniki sprzedaży fizycznej albumów. Poniżej znajdują się tabele prezentujące najpopularniejsze albumy w danych tygodniach w roku 2023.
Notowanie Billboard Japan Hot Albums publikowane jest przez magazyn Billboard, a dane kompletowane są w oparciu o sprzedaż albumów (fizyczną i cyfrową) oraz dane pochodzące z Gracenote – ile razy dana płyta została włożona do komputera.

## Oricon Weekly Album Chart
| Data publikacji | Album                                    | Wykonawca            | Źródło |
| --------------- | ---------------------------------------- | -------------------- | ------ |
| 2 stycznia      | Here We Go!!                             | Strawberry Prince    | [ 1 ]  |
| 9 stycznia      | Kessoku Band                             | Kessoku Band         | [ 2 ]  |
| 16 stycznia     | Koe                                      | SixTones             | [ 3 ]  |
| 23 stycznia     | Koe                                      | SixTones             | [ 4 ]  |
| 30 stycznia     | Humor                                    | Back Number          | [ 5 ]  |
| 6 lutego        | The Name Chapter: Temptation             | Tomorrow X Together  | [ 6 ]  |
| 13 lutego       | Triangle                                 | Dish                 | [ 7 ]  |
| 20 lutego       | Showcase                                 | Octpath              | [ 8 ]  |
| 27 lutego       | Fantasia                                 | KAT-TUN              | [ 9 ]  |
| 6 marca         | The Sound                                | Stray Kids           | [ 10 ] |
| 13 marca        | Power                                    | Johnny's West        | [ 11 ] |
| 20 marca        | NMB13                                    | NMB48                | [ 12 ] |
| 27 marca        | Ongaku: 2nd Movement                     | NEWS                 | [ 13 ] |
| 3 kwietnia      | Face                                     | Jimin                | [ 14 ] |
| 10 kwietnia     | Ima no Futari o Otagai ga Miteru         | Aiko                 | [ 15 ] |
| 17 kwietnia     | Kimi to no Shining Days                  | Sara Hoshikawa       | [ 16 ] |
| 24 kwietnia     | Ninth Peel                               | Unison Square Garden | [ 17 ] |
| 1 maja          | Mr.5                                     | King & Prince        | [ 18 ] |
| 8 maja          | FML                                      | Seventeen            | [ 19 ] |
| 15 maja         | Unforgiven                               | Le Sserafim          | [ 20 ] |
| 22 maja         | Our Parade                               | Gang Parade          | [ 21 ] |
| 29 maja         | I Do Me                                  | Snow Man             | [ 22 ] |
| 5 czerwca       | Dark Blood                               | Enhypen              | [ 23 ] |
| 12 czerwca      | Wave                                     | IVE                  | [ 24 ] |
| 19 czerwca      | Chapter II                               | Sexy Zone            | [ 25 ] |
| 26 czerwca      | First Howling: We                        | &Team                | [ 26 ] |
| 3 lipca         | The World EP.2: Outlaw                   | Ateez                | [ 27 ] |
| 10 lipca        | Bish the Best                            | Bish                 | [ 28 ] |
| 17 lipca        | Sweet                                    | Tomorrow X Together  | [ 29 ] |
| 24 lipca        | Pop Mall                                 | Naniwa Danshi        | [ 30 ] |
| 31 lipca        | Coconut                                  | NiziU                | [ 31 ] |
| 7 sierpnia      | Masterpiece                              | MiSaMo               | [ 32 ] |
| 14 sierpnia     | Reboot                                   | Treasure             | [ 33 ] |
| 21 sierpnia     | NEWS Expo                                | NEWS                 | [ 34 ] |
| 28 sierpnia     | Peace                                    | King & Prince        | [ 35 ] |
| 4 września      | Always Yours                             | Seventeen            | [ 36 ] |
| 11 września     | Where                                    | Watwing              | [ 37 ] |
| 18 września     | Social Path / Super Bowl (Japanese Ver.) | Stray Kids           | [ 38 ] |
| 25 września     | Social Path / Super Bowl (Japanese Ver.) | Stray Kids           | [ 39 ] |
| 2 października  | Equinox                                  | JO1                  | [ 40 ] |
| 9 października  | Golden Age                               | NCT                  | [ 41 ] |
| 16 października | Miss You                                 | Mr. Children         | [ 42 ] |
| 23 października | The Name Chapter: Freefall               | Tomorrow X Together  | [ 43 ] |
| 30 października | Overflow                                 | ROF-MAO              | [ 44 ] |
| 6 listopada     | Seventeenth Heaven                       | Seventeen            | [ 45 ] |
| 13 listopada    | Golden                                   | Jungkook             | [ 46 ] |
| 20 listopada    | Myakūtsu Kanjō                           | Hinatazaka46         | [ 47 ] |
| 27 listopada    | Rock-Star                                | Stray Kids           | [ 48 ] |
| 4 grudnia       | Orange Blood                             | Enhypen              | [ 49 ] |
| 11 grudnia      | The Greatest Unknown                     | King Gnu             | [ 50 ] |
| 18 grudnia      | Pull Up!                                 | Hey! Say! JUMP       | [ 51 ] |
| 25 grudnia      | P Album                                  | KinKi Kids           | [ 52 ] |

## BillboardJapan Hot Albums
| Data publikacji | Album                                    | Wykonawca            | Źródło  |
| --------------- | ---------------------------------------- | -------------------- | ------- |
| 2 stycznia      | Here We Go!!                             | Strawberry Prince    | [ 53 ]  |
| 9 stycznia      | Kessoku Band                             | Kessoku Band         | [ 54 ]  |
| 16 stycznia     | Koe                                      | SixTones             | [ 55 ]  |
| 23 stycznia     | Kessoku Band                             | Kessoku Band         | [ 56 ]  |
| 30 stycznia     | Humor                                    | Back Number          | [ 57 ]  |
| 6 lutego        | The Name Chapter: Temptation             | Tomorrow X Together  | [ 58 ]  |
| 13 lutego       | Triangle                                 | Dish                 | [ 59 ]  |
| 20 lutego       | Showcase                                 | Octpath              | [ 60 ]  |
| 27 lutego       | Fantasia                                 | KAT-TUN              | [ 61 ]  |
| 6 marca         | The Sound                                | Stray Kids           | [ 62 ]  |
| 13 marca        | Power                                    | Johnny's West        | [ 63 ]  |
| 20 marca        | NMB13                                    | NMB48                | [ 64 ]  |
| 27 marca        | Ongaku: 2nd Movement                     | NEWS                 | [ 65 ]  |
| 3 kwietnia      | Face                                     | Jimin                | [ 66 ]  |
| 10 kwietnia     | Ni                                       | Yuuri                | [ 67 ]  |
| 17 kwietnia     | ZZ's III                                 | Momoiro Clover Z     | [ 68 ]  |
| 24 kwietnia     | Ninth Peel                               | Unison Square Garden | [ 69 ]  |
| 1 maja          | Mr.5                                     | King & Prince        | [ 70 ]  |
| 8 maja          | FML                                      | Seventeen            | [ 71 ]  |
| 15 maja         | Unforgiven                               | Le Sserafim          | [ 72 ]  |
| 22 maja         | Our Parade                               | Gang Parade          | [ 73 ]  |
| 29 maja         | I Do Me                                  | Snow Man             | [ 74 ]  |
| 5 czerwca       | Dark Blood                               | Enhypen              | [ 75 ]  |
| 12 czerwca      | Wave                                     | IVE                  | [ 76 ]  |
| 19 czerwca      | Chapter II                               | Sexy Zone            | [ 77 ]  |
| 26 czerwca      | First Howling: We                        | &Team                | [ 78 ]  |
| 3 lipca         | The World EP.2: Outlaw                   | Ateez                | [ 79 ]  |
| 10 lipca        | Bish the Best                            | Bish                 | [ 80 ]  |
| 17 lipca        | Sweet                                    | Tomorrow X Together  | [ 81 ]  |
| 24 lipca        | Pop Mall                                 | Naniwa Danshi        | [ 82 ]  |
| 31 lipca        | Coconut                                  | NiziU                | [ 83 ]  |
| 7 sierpnia      | Masterpiece                              | MiSaMo               | [ 84 ]  |
| 14 sierpnia     | Reboot                                   | Treasure             | [ 85 ]  |
| 21 sierpnia     | NEWS Expo                                | NEWS                 | [ 86 ]  |
| 28 sierpnia     | Peace                                    | King & Prince        | [ 87 ]  |
| 4 września      | Always Yours                             | Seventeen            | [ 88 ]  |
| 11 września     | Where                                    | Watwing              | [ 89 ]  |
| 18 września     | Social Path / Super Bowl (Japanese Ver.) | Stray Kids           | [ 90 ]  |
| 25 września     | Social Path / Super Bowl (Japanese Ver.) | Stray Kids           | [ 91 ]  |
| 2 października  | Equinox                                  | JO1                  | [ 92 ]  |
| 9 października  | New DNA                                  | XG                   | [ 93 ]  |
| 16 października | Miss You                                 | Mr. Children         | [ 94 ]  |
| 23 października | The Name Chapter: Freefall               | Tomorrow X Together  | [ 95 ]  |
| 30 października | Overflow                                 | ROF-MAO              | [ 96 ]  |
| 6 listopada     | Seventeenth Heaven                       | Seventeen            | [ 97 ]  |
| 13 listopada    | Golden                                   | Jungkook             | [ 98 ]  |
| 20 listopada    | Myakūtsu Kanjō                           | Hinatazaka46         | [ 99 ]  |
| 27 listopada    | First Howling: Now                       | &Team                | [ 100 ] |
| 4 grudnia       | Orange Blood                             | Enhypen              | [ 101 ] |
| 11 grudnia      | The Greatest Unknown                     | King Gnu             | [ 102 ] |
| 18 grudnia      | Pull Up!                                 | Hey! Say! JUMP       | [ 103 ] |
| 25 grudnia      | P Album                                  | KinKi Kids           | [ 104 ] |